# West-Bus
Die West-Bus GmbH ist ein Joint Venture folgender Verkehrsunternehmen:
- NEW AG
- SWK Mobil
- Stadtwerke Neuss
- Transdev Rheinland

Das Unternehmen erbringt überwiegend Leistungen als Subunternehmer der oben genannten Verkehrsunternehmen. Es wurde 1996 als Tochterunternehmen von Taeter Aachen, Stadtwerke Mönchengladbach, SWK Stadtwerke Krefeld und Stadtwerke Neuss gegründet. Der Betriebssitz des Unternehmens ist in Krefeld. Es ist am Amtsgericht Krefeld unter der Handelsregister-Nummer HRB 5842 eingetragen. Neben Krefeld gibt es weitere Betriebsstellen in Mönchengladbach, Neuss und Viersen.